# 大格勒乡
大格勒乡，是中华人民共和国青海省海西蒙古族藏族自治州格尔木市下辖的一个乡镇级行政单位。

## 行政区划
大格勒乡下辖以下地区：
龙羊村、查那村、菊花村和新庄村。